# Путраш, Юрий Владимирович
Ю́рий Влади́мирович Путраш (укр. Юрій Володимирович Путраш; род. 29 января 1990, Межгорье, Закарпатская область) — украинский футболист, защитник. Выступал за молодёжную сборную Украины до 21 года.

## Биография

### Клубная карьера
С 2003 года по 2007 года играл в детско-юношеской футбольной лиге Украины за ужгородский СДЮШОР. С восьмого класса также выступал за дубль «Верховины» из его родного Межгорья, затем стал играть за основной состав команды в чемпионате Закарпатской области.
В 2006 году провёл 7 матчей в молодёжном первенстве Украины, играя за «Закарпатье». Сезон 2007/08 провёл в составе дубля донецкого «Металлурга», за который в молодёжном чемпионате провёл 13 матчей. Летом 2008 года перешёл в тернопольскую «Ниву», которая выступала во Второй лиге Украины. В составе команды дебютировал 20 июля 2008 года в домашнем матче против ильичёвского «Бастиона» (4:1). По итогам сезона 2008/09 «Нива» стала победителем Второй лиге и вышла в Первую лигу Украины. Путраш сыграл в 25 матчах и забил 1 гол (в ворота «Оболони-2»). В феврале 2009 года в составе сборной Второй лиге группы «А» стал бронзовым призёром. В Первой лиге за «Ниву» играл на протяжении полугода и сыграл в 16 матчах. Всего за «Ниву» в чемпионатах провёл 41 матч и забил 1 гол, в Кубке Украины провёл 2 матча.
В начале 2010 года побывал на просмотре в полтавской «Ворскле». Затем он был на просмотре в киевской «Оболони», с которой и подписал контракт. В начале он выступал за дубль, где играл на позиции опорного защитника. Впервые в Премьер-лиге Украины Сергей Ковалец доверил двадцатилетнему Юрию сыграть 19 апреля 2010 года в выездном матче против симферопольской «Таврии» (0:0), Путраш вышел в основном составе, по ходу матча он столкнулся головой с партнёром по команде Сергеем Рожком. В результате столкновения у обоих пошла кровь, Юрия вынесли на носилках и на 27 минуте он был заменён на Андрея Конюшенко. Как оказалось позже сотрясения мозга у него не было. В «Оболони» он играл на позиции левого защитника и опорного полузащитника. В команде он считался одним из самых перспективных футболистов и стал лидером «Оболони». Всего за «Оболонь» в чемпионате он сыграл 16 матчей, в Кубке провёл 1 матч и в молодёжном первенстве провёл 31 матч и забил 1 мяч.
В конце августа 2011 года перешёл в симферопольскую «Таврию», подписав трёхлетний контракт. В команде он взял 44 номер, под которым он играл в «Оболони». 23 июля 2014 года подписал трёхлетний контракт с одесским «Черноморцем». В июне 2015 года покинул одесский клуб в связи с окончанием действия контракта.
В июле 2015 года стал игроком донецкого «Металлурга», но спустя некоторое время «Металлург» объявил себя банкротом и вакантное место в Премьер-лиге Украины заняла днепродзержинская «Сталь». Куда и перешёл Юрий Путраш, взяв себе 44 номер. В составе новой команды дебютировал в игре первого тура чемпионата Украины 2015/16 против киевского «Динамо», Путраш отыграл в первом тайме, после чего уступил место на поле Антону Котляру. «Сталь» в итоге проиграла со счётом (1:2).
В конце января 2016 года стало известно, что Юрий продолжит карьеру в «Александрии».
В начале 2018 года стал игроком «Акжайыка». В июле 2018 года покинул команду.

### Карьера в сборной
В конце марта 2010 года был вызван Павлом Яковенко в молодёжную сборную Украины до 21 года. В августе 2010 года принял участие в турнире памяти Валерия Лобановского. В полуфинале Украина уступила Ирану (2:4), эта игра для Путраша стала дебютной в составе сборной. В матче за третье место команда обыграла Турцию (2:1). Путраш сыграл в обеих играх по 90 минут. В 2011 году он также был вызван на этот турнир. Тогда Украина в полуфинале обыграла Израиль (3:0), Путраш забил последний гол в матче на 90 минуте. В финале Украина уступила Узбекистану (0:0 основное время и 7:8 по пенальти), в серии послематчевых пенальти Путраш забил гол.

## Достижения
- Победитель Второй лиги Украины: 2008/09

## Семья
Отец Владимир играл в футбол на любительском уровне за «Верховину» в первенстве Закарпатской области.